# جبال سايان
 سايان الغربية، جبال إرجاكي

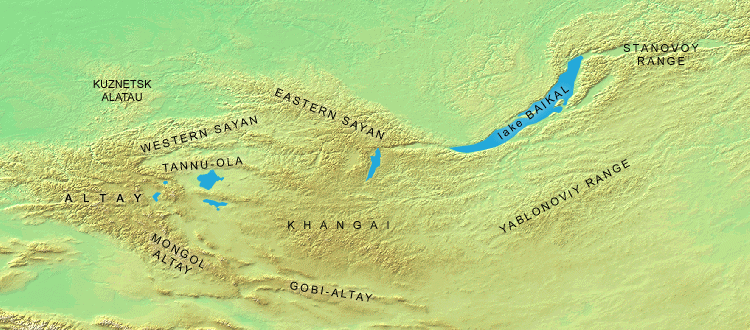
جبال روسيا، ومنغوليا، وكازاخستان، والصين

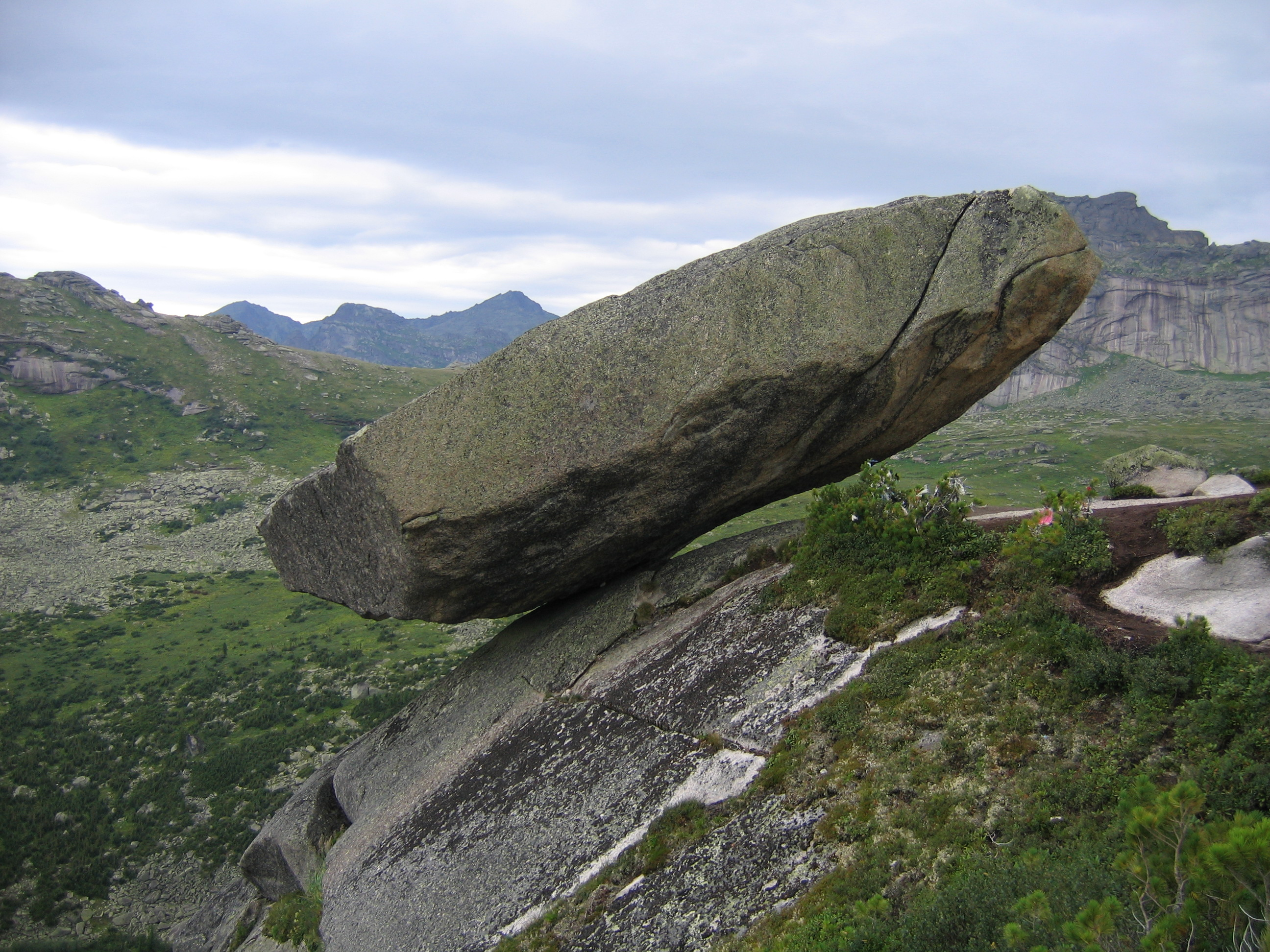
الصخرة المعلقة، سايان الغربية، جبال إرجاكي

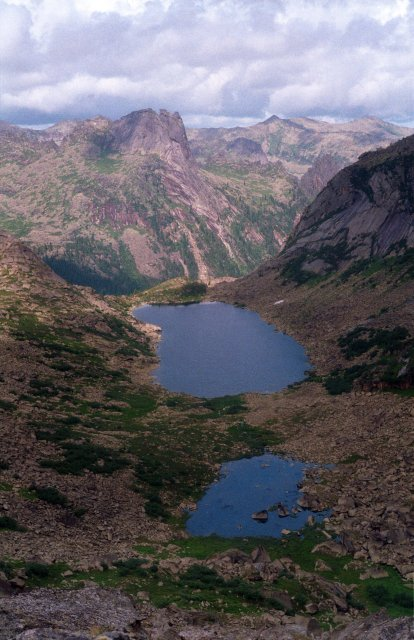
بحيرة أرواح الجبل سايان الغربية، جبال إرجاكي

إن جبال سايان (بالروسية: Саяны)‏; (بالمنغولية: Соёоны нуруу)‏؛ التي عُرفت بـجبال كوكمِن خلال عهد الغوكتورك Göktürks 
) هي سلسلة جبلية تقع بين شمال غرب منغوليا وجنوب سيبيريا؛ في روسيا.
وتمتد جبال سايان الشرقية 1,000 كـم (621 ميل) من نهر ينسي عند درجة 92 شرقًا إلى نهاية الجنوب الغربي لبحيرة بايكال عند درجة 106 شرقًا. تعتبر جبال سايان الغربية جزءًا مكملاً لجبال ألتاي من الناحية الشرقية، حيث تمتد ل500 كـم (311 ميل) من درجة 89 شرقًا.إلى منتصف جبال سايان الشرقية عند درجة 96 شرقًا.
كانت قمم جبال سايان الشاهقة والبحيرات الباردة جنوب غرب توفا من العوامل المؤثرة في تشكيل المنابع التي اندمجت معًا لتصبح نهرًا من أكبر أنهار سيبيريا، وهو نهر ينسي، الذي يتدفق شمالاً لأكثر من 2000 ميل ليصب في المحيط المتجمد الشمالي. وتعتبر هذه المنطقة من المناطق المحمية والمعزولة، حيث ظلت مغلقة من قِبل الاتحاد السوفيتي منذ عام 1944.

## معلومات جغرافية
في حين أن الارتفاع العام يتراوح ما بين 2000 و2,700 م (8,858 قدم)، إلا أن تواجد الجرانيت والأردواز المتحول يزيد الارتفاع ليصل إلى 3,000 م (9,843 قدم)، بينما أكثر القمم ارتفاعًا هي قمة مونخ ساريدا (Mönkh Sarida) التي يصل ارتفاعها إلى 3,492 م (11,457 قدم). تقع الممرات الجبلية الرئيسية على ارتفاع يتراوح بين 1800 و2,300 م (7,546 قدم) فوق سطح البحر، فعلى سبيل المثال لا الحصر يبلغ ارتفاع ممر موزتاغ الجبلي 2,280 م (7,480 قدم)، وممر منغول 1,980 م (6,496 قدم)، كذلك يبلغ ارتفاع ممر تنغيز 2,280 م (7,480 قدم) وممر أوبو ساريم 1,860 م (6,102 قدم).
عند درجة 92 شرقًا تنقطع السلسلة الجبلية (سايان الغربية) بمرور نهر أولج-خيم (Ulug-Khem) (بالروسية: Улуг-Хем)‏ أو الجزء العلوي من نهر ينسي، وتنتهي هذه السلسلة في أقصى الشرق، عند درجة 160، بتجويف يعرف بـ سيلينجا-وادي أورخون. ويعتبر صعود تلك الجبال من جهة هضبة منغوليا سهلاً بشكل عام، لكنه يصبح أكثر ميلاً وانحدارًا من جهة سهول سيبيريا، على الرغم من أن هذا النطاق محجوب بحزام عريض من السلاسل الجبلية الفرعية التي تأخذ طابع سلسلة جبال الألب، فعلى سبيل المثال، جباليوسنسك، وأويا، وتونكا وكذلك كيتوي.
إن المنطقة التي تقع بين بداية نهر ينسي وبحيرة خوفسجول (Lake Khövsgöl) عند درجة 100 30 شرقًا تُسمى كذلك بيرغك-تايجا (Yerghik-taiga). تعتبر هذه المنطقة فقيرة من النباتات بشكل عام، على الرغم من أن المناطق المرتفعة تتمتع بالعديد من الغابات الجيدة لأشجار الأرزية، والصنوبر، والعرعر، والقضبان، وكذلك أشجار النغت، مع الأشجار الوردية وأنواع من نباتات البرباريس والريبس. وهناك أيضًا نبات الأشنة والطحالب اللذان يغطيان صخور الجلمود المنتشرة فوق المنحدرات العليا.
مثل الدوهاز (duhas)

## وصلات خارجية
- Tuva -Sayan Mountains
- Photo of Sayan Mountains